# Petron Megaplaza
Petron Megaplaza es un rascacielos de oficinas situado en Makati, Filipinas. Fue el edificio más alto de Filipinas desde 1998 hasta 2000, cuando se coronó la PBCom Tower. Es actualmente el quinto edificio más alto de Makati y el noveno más alto de Metro Manila y el país. Tiene una altura arquitectónica de 210 metros y 45 pisos.

## El equipo del proyecto
El promotor y dueño de Petron Megaplaza es Megaworld Corporation, una de las empresas de bienes inmuebles más grandes de Filipinas. La palabra "Mega" de Megaplaza es en reconocimiento a la participación y propiedad del edificio de Megaworld Corporation. 
El edificio fue diseñado por la firma arquitectónica Skidmore, Owings & Merrill, LLP, de renombre mundial, mientras que el diseño estructural fue elaborado por la conocida empresa de ingeniería filipina Aromin + Sy & Associates, en cooperación con otra compañía de ingeniería conocida mudialmente, Ove Arup & Partners (denominada actualmente Arup). Los trabajos de construcción fueron adoptados por D.M. Consunji, Inc., uno de los contratistas generales más importantes del país.

## Localización
Petron Megaplaza está situada en Senator Gil Puyat Avenue (también conocida como Buendia Avenue) cerca de la intersección con Makati Avenue, dentro del Distrito Financiero de Makati. Está posicionada estratégicamente cerca de otros establecimientos importantes, incluidos el Mandarin Oriental Manila, Citadel Inn y Makati Palace Hotel, numerosos edificios residenciales y de oficinas, y zonas de ocio en Makati Avenue y Burgos Street.
El mayor ocupante del edificio, del cual recibe su nombre es el gigante petrolero de Filipinas Petron Corporation. También alberga varias importantes corporaciones y oficinas, incluidas Cemex Filipinas, Procter & Gamble Asia Pvt. Ltd. (P&G-GBS Manila Service Center) y la embajada de Noruega.